# РД-843
РД-843 — украинский жидкостный ракетный двигатель (ЖРД), разработан КБ «Южное» для компании Fiat Avio и производится на заводе «Южмаш». 
Двигатель работает на топливной паре гептила и амила; использует камеру сгорания от двигателя РД-869 советской МБР Р-36М, рассчитан на эксплуатацию с вытеснительной системой подачи топлива; 
его масса составляет 16,5 кг, тяга — 0,25 тс.
Двигатель рассчитан на 5 запусков в полёте и может совершать отклонения до 10 градусов в каждом направлении.
РД-843 прошёл испытания в 74 тестах, 140 зажиганиях, достигнув в целом наработку в 8201 с, что приблизительно равно 12 срокам службы на 4 двигателях.
Сейчас используется как основной двигатель 4-й ступени AVUM ракеты-носителя «Вега».
По состоянию на ноябрь 2017 года двигатель был успешно использован на 11 орбитальных запусках.
В ноябре 2020 произошёл сбой при запуске РН «Vega».
30 ноября 2017 года ЕКА выделило 53 млн евро на финансирование программы «Vega Evolution», которая предусматривает замену украинских жидкостных ракетных двигателей РД-843 (поставляемых для ракет-носителей Vega) на более экологичные немецкие двигатели. Немецкое агентство аэрокосмических технологий планирует работать с итальянцами, чтобы разработать замену РД-843 в рамках создания новой четвёртой ступени AVUM+ для новой версии ракеты Vega-C к 2019 году.